# Энджелус, Мюриэль
Мюриэль Энджелус (настоящее имя Мюриэль Э. С. М. Финдли), (10 марта 1909 года — 26 июня 2004 года) — английская актриса театра, музыкального театра и кино.

## Биография
Мюриэль Энджелус родилась в Ламбете (Южный Лондон). Получила образование в монастыре Урсилине в Лондоне.
Дебютировала на сцене в возрасте 12 лет, появившись в пьесе, которую написала сама под названием «Сестра Ключ». Пела в мюзик-холлах и танцевала в постановке Вест-Энда «Король бродяг» (1927).
Она вошла в кино к концу эпохи немого кино с фильмом «Звонок» (1928), первой из трех киноверсий пьесы Эдгара Уоллеса. Её второй фильм «Моряк не заботится» (1928) был интересен тем, что на съемочной площадке она встретила своего первого мужа, актера шотландского происхождения Джона Стюарта, однако, её роль была вырезана из фильма.
Хотя в своей первой звуковой картине «Ночные птицы» (1930) она спела номер, большинство фильмов не использовали её музыкальные таланты.
Сыграла Адриану в оригинальной бродвейской постановке «Мальчики из Сиракуз» (1938) и Мари Совине в бродвейской постановке «Солнечная река» (1941). Её последняя известная роль в кино была в фильме «Великий Макгинти» (1940). Затем она возродила свою бродвейскую карьеру и имела большой успех в музыкальной комедии «Рано ложиться спать» (1943).
В интервью в 1996 году она сказала, что для нее было ошибкой покинуть Англию. «Я был захвачен гламуром, но однажды в Голливуде я была не более чем крошечным кораблём, сражающимся в океане рядом с гораздо более весомыми кораблями».
Энджелус умерла в доме престарелых в Харрисонберге, штат Вирджиния, в возрасте 92 лет, пережив свою дочь от второго брака.

## Фильмография
- 1928: Звонарь
- 1928: Печально известная леди
- 1929: Маскотчен
- 1930: Красные тузы
- 1930: Выхода нет
- 1930: Ночные птицы
- 1931: Семья жены
- 1931: Хиндл Уэйкс
- 1931: Давайте любить и смеяться
- 1932: Детектив Ллойд
- 1932: Слепое пятно
- 1932: Не будь пустышкой
- 1939: Свет, который потерпел неудачу
- 1940: Великий Макгинти
- 1940: Сафари
- 1940: Путь всякой плоти